# Mérk
Mérk là một làng thuộc hạt Szabolcs-Szatmár-Bereg, Hungary. Làng này có diện tích 25,08 km², dân số năm 2010 là 2137 người, mật độ 85 người/km².